# Daniel Agger
Pour les articles homonymes, voir Agger (homonymie).
Daniel Agger, né le 12 décembre 1984 à Hvidovre au Danemark, est un footballeur international danois qui évolue au poste de défenseur central reconverti entraîneur.

## Biographie

### Brøndby IF
Il commence sa carrière en 2004 au club danois de Brøndby IF avec lequel il gagne le Championnat danois et la Coupe du Danemark en 2005. 

### Liverpool FC
Il rejoint Liverpool FC en janvier 2006. Il joue son premier match pour les reds lors d'une rencontre de championnat face à Birmingham City le 31 janvier 2006. Il est titularisé et les deux équipes se séparent sur un match nul (1-1).
Agger marque son premier but pour Liverpool le 26 août 2006, lors de la deuxième journée de la saison 2006-2007 face à West Ham United. Titulaire, il marque le but égalisateur de son équipe sur un service de Xabi Alonso et les Reds finissent par s'imposer par deux buts à un. Le 1er mai 2007, à Anfield lors de la demi-finale retour de la Ligue des champions, il inscrit un but sur un coup franc tiré par Steven Gerrard. Sa reprise du pied gauche trompe Petr Čech et finit sa course dans le but, ce qui permet à Liverpool de se qualifier aux tirs au but pour la finale, le 23 mai 2007. 

### Retour au Brøndby IF
Le 30 août 2014, après neuf ans en Angleterre, il retourne à Brøndby IF, son club formateur.
Le 9 juin 2016, il annonce qu'il met un terme à sa carrière sportive à seulement 31 ans.

### En équipe nationale
Daniel Agger honore sa première sélection avec l'équipe nationale du Danemark contre la Finlande le 2 juin 2005 au stade de Tampere. Il est titularisé ce jour-là et les Danois s'imposent par un but à zéro, signé Michael Silberbauer en fin de match. Daniel Agger fut convoqué par Morten Olsen pour participer à la Coupe du monde 2010. Les Danois ne parviennent toutefois pas à sortir de la phase de groupe lors de cette compétition.
En août 2011, le sélectionneur Morten Olsen confie le brassard de capitaine à Daniel Agger, il succède à Christian Poulsen qui a vu cette fonction lui être retiré car il souffrait de stresse. Il disputera sa dernière compétition lors de l'Euro 2012 où les Vikings sortiront en phases de poules. 

### Carrière d'entraîneur
Après sa carrière de joueur Daniel Agger devient entraîneur. Il obtient son premier poste d'entraîneur principal le 31 mars 2021, étant nommé à la tête de l'équipe première du HB Køge, où il a notamment pour entraîneur adjoint Lars Jacobsen.

## Statistiques
| Saison                | Club                  | Championnat           | Championnat | Championnat | Coupe nationale | Coupe nationale | Coupe de la Ligue | Coupe de la Ligue | Supercoupe | Supercoupe | Compétition(s) continentale(s) | Compétition(s) continentale(s) | Compétition(s) continentale(s) | Danemark | Danemark | Total | Total |
| Saison                | Club                  | Division              | M.          | B.          | M.              | B.              | M.                | B.                | M.         | B.         | Comp.                          | M.                             | B.                             | M.       | B.       | M.    | B.    |
| 2004-2005             | Brøndby IF            | SAS Ligaen            | 26          | 5           | 0               | 0               | -                 | -                 | -          | -          | C3                             | 1                              | 0                              | 1        | 0        | 28    | 5     |
| 2005-2006             | Brøndby IF            | SAS Ligaen            | 8           | 0           | 0               | 0               | -                 | -                 | -          | -          | C1/C3                          | 5                              | 0                              | 3        | 1        | 16    | 1     |
| Sous-total            | Sous-total            | Sous-total            | 34          | 5           | 0               | 0               | -                 | -                 | -          | -          | -                              | 6                              | 0                              | 4        | 1        | 44    | 6     |
| 2005-2006             | Liverpool FC          | Premier League        | 4           | 0           | 0               | 0               | -                 | -                 | -          | -          | -                              | -                              | -                              | -        | -        | 4     | 0     |
| 2006-2007             | Liverpool FC          | Premier League        | 27          | 2           | 1               | 0               | 2                 | 1                 | 1          | 0          | C1                             | 12                             | 1                              | 11       | 1        | 54    | 5     |
| 2007-2008             | Liverpool FC          | Premier League        | 5           | 0           | 0               | 0               | -                 | -                 | -          | -          | C1                             | 1                              | 0                              | 3        | 0        | 9     | 0     |
| 2008-2009             | Liverpool FC          | Premier League        | 18          | 1           | 1               | 1               | 2                 | 0                 | -          | -          | C1                             | 5                              | 0                              | 9        | 1        | 35    | 3     |
| 2009-2010             | Liverpool FC          | Premier League        | 23          | 0           | 1               | 0               | -                 | -                 | -          | -          | C1/C3                          | 12                             | 1                              | 8        | 0        | 44    | 1     |
| 2010-2011             | Liverpool FC          | Premier League        | 16          | 0           | 1               | 0               | 1                 | 0                 | -          | -          | C3                             | 3                              | 0                              | 5        | 1        | 26    | 1     |
| 2011-2012             | Liverpool FC          | Premier League        | 27          | 1           | 3               | 0               | 4                 | 0                 | -          | -          | -                              | -                              | -                              | 9        | 2        | 43    | 3     |
| 2012-2013             | Liverpool FC          | Premier League        | 35          | 3           | 0               | 0               | -                 | -                 | -          | -          | C3                             | 4                              | 0                              | 7        | 1        | 46    | 4     |
| 2013-2014             | Liverpool FC          | Premier League        | 20          | 2           | 2               | 0               | 1                 | 0                 | -          | -          | -                              | -                              | -                              | 8        | 4        | 31    | 6     |
| Sous-total            | Sous-total            | Sous-total            | 175         | 9           | 9               | 1               | 10                | 1                 | 1          | 0          | -                              | 37                             | 2                              | 60       | 10       | 292   | 23    |
| 2014-2015             | Brøndby IF            | SAS Ligaen            | 19          | 1           | 0               | 0               | -                 | -                 | -          | -          | -                              | -                              | -                              | 6        | 1        | 25    | 2     |
| 2015-2016             | Brøndby IF            | SAS Ligaen            | 24          | 1           | 1               | 0               | -                 | -                 | -          | -          | C3                             | 1                              | 0                              | 5        | 0        | 31    | 1     |
| Sous-total            | Sous-total            | Sous-total            | 43          | 2           | 1               | 0               | -                 | -                 | -          | -          | -                              | 1                              | 0                              | 11       | 1        | 56    | 3     |
| Total sur la carrière | Total sur la carrière | Total sur la carrière | 252         | 16          | 10              | 1               | 10                | 1                 | 1          | 0          | -                              | 44                             | 2                              | 75       | 12       | 392   | 32    |

## Palmarès
- Avec le Brøndby IF :
  - Champion du Danemark en 2005
  - Vainqueur de la Coupe du Danemark en 2005

- Avec le Liverpool FC :
  - Finaliste de la Ligue des champions en 2007
  - Vice-Champion d'Angleterre en 2009
  - Vainqueur de la Coupe d'Angleterre (FA Cup) en 2006
  - Finaliste de la Coupe d'Angleterre (FA Cup) en 2012
  - Vainqueur de la League Cup en 2012
  - Vainqueur du Community Shield en 2006

- En sélection nationale :
  - 75 sélections et 12 buts en équipe du Danemark entre 2005 et 2016.